# Electra (Schiff, 1954)
Die Electra ist ein deutsches Fahrgastschiff.

## Geschichte
Das Schiff wurde 1954 auf der Schiffswerft Schmidt in Oberkassel als Motorschiff gebaut und fuhr viele Jahre unter dem Namen Eifel auf der Rurtalsperre und ab 1970 auf dem Obersee. Günter Benja verzeichnete es im Jahr 1975 als eines von sieben Schiffen der Rurseeschiffahrt Schwammenauel [sic!]. Die Eifel durfte damals noch 300 Fahrgäste befördern. Die Länge des Schiffes gab Benja mit 22,5 Metern an, die Breite mit 4,6 Metern, den Tiefgang mit 0,85 Metern, die Maschinenleistung mit „75/90“ PS. Das Schiff konnte laut Benja eine Geschwindigkeit von 18 km/h erreichen. Dieter Schubert gab im Jahr 2000 dieselben Schiffsmaße und dieselbe zulässige Fahrgastzahl wie Benja an. Zu Schuberts Zeiten war die Eifel aber schon mit einem Elektroantrieb ausgerüstet worden, der laut Schubert 13 kW leistete, wohingegen im Binnenschifferforum von 13 PS die Rede ist. Dort werden auch geringfügig andere Maße angegeben.
Als die Eifel am 25. Januar 2021 den Obersee verließ, war sie das älteste Schiff der Rursee-Schifffahrt. Das Schiff, damals für die Beförderung von 250 Personen zugelassen, war gegenüber der Seensucht und der St. Nikolaus  veraltet; unter anderem gab es keine Toiletten an Bord. Dennoch hatte die Eifel bis zuletzt Aushilfsdienste bei der Rursee-Schifffahrt geleistet. 1970 war der Dieselmotor aus- und ein Elektroantrieb eingebaut worden, sodass das Schiff auf dem Obersee eingesetzt werden konnte, der auch der Trinkwassergewinnung diente. Das Schiff war drei Jahre lang zum Kauf angeboten worden, ehe es an die Neckar-Personen-Schiffahrt Berta Epple GmbH + Co KG, die unter dem Namen Neckar-Käpt’n operiert, verkauft wurde. Per Schwertransport wurde es an seinen neuen Einsatzort gebracht. Die neuen Besitzer ließen eine Sanierung und Modernisierung vornehmen, ehe das Schiff, nun unter dem Namen Electra, auf Kurzstrecken zum Einsatz kam. Es fährt unter anderem zwischen Wilhelma und Max-Eyth-See. Am 20. Oktober 2024 geriet das Schiff, das sich zu dieser Zeit nicht im Dienst befand, in Brand. Ursache waren offenbar Akkus, die sich beim Aufladen überhitzt hatten. Der Sachschaden fiel gering aus. Das Schiff war zu diesem Zeitpunkt nicht mehr auf der Homepage des Unternehmens als Bestandteil der Flotte aufgelistet; über einen bereits erfolgten Verkauf des Schiffes war schon früher im Jahr spekuliert worden.